# VIIe législature de l'Assemblée d'Estrémadure
La VIIe législature de l'Assemblée d'Estrémadure est un cycle parlementaire de l'Assemblée d'Estrémadure, d'une durée de trois ans et neuf mois, ouvert le 19 juin 2007 à la suite des élections du 27 mai précédent et clos le 29 mars 2011.

## Bureau
| Poste                  | Titulaire           | Parti | Parti   | Circonscription |
| ---------------------- | ------------------- | ----- | ------- | --------------- |
| Président              | Juan Ramón Ferreira |       | PSOE-Ex | Cáceres         |
| Premier vice-président | Luciano Fernández   |       | PSOE-Ex | Badajoz         |
| Second vice-président  | Laureano León       |       | PP      | Cáceres         |
| Première secrétaire    | Emilia Guijarro     |       | PSOE-Ex | Cáceres         |
| Second secrétaire      | Tomás Martín        |       | PP      | Badajoz         |

## Groupes parlementaires
| Nom | Nom               | Début | Fin | Porte-parole                            |
| --- | ----------------- | ----- | --- | --------------------------------------- |
|     | Groupe socialiste | 38    | 38  | Ignacio Sánchez                         |
|     | Groupe populaire  | 27    | 27  | Pilar Vargas Teresa Angulo (18.11.2008) |

## Commissions parlementaires
| Commission | Président                         | Parti   | Parti | Circonscription |
| --- | --------------------------------- | ------- | ----- | --------------- |
| Commissions permanentes législatives                                                                                              |                                   |         |       |                 |
| Commission de l'Organisation administrative, de l'Intérieur et de la Justice Commission de l'Administration publique (18.09.2007) | Rosa Delgado                      | PSOE-Ex |       | Cáceres         |
| Commission de l'Agriculture et l'Environnement (jusqu'au 13.09.2007)                                                              | Francisco Torres                  | PSOE-Ex |       | Cáceres         |
| Commission du Développement rural (jusqu'au 13.09.2007)                                                                           | Isabel Moreno                     | PSOE-Ex |       | Cáceres         |
| Commission de l'Agriculture et du Développement rural (à partir du 18.09.2007)                                                    | Francisco Torres                  | PSOE-Ex |       | Cáceres         |
| Commission du Bien-être social et de la Coopération internationale (jusqu'au 01.09.2007)                                          | Anselmo Solana                    | PSOE-Ex |       | Badajoz         |
| Commission de la Coopération internationale, de la Communication et de la Consommation                                            | Ignacio Sánchez                   | PSOE-Ex |       | Badajoz         |
| Commission de la Coopération internationale, de la Communication et de la Consommation                                            | Manuela Frutos (16.10.2008)       | PSOE-Ex |       | Badajoz         |
| Commission des Affaires européennes (à partir du 01.10.2008)                                                                      | Ignacio Sánchez                   | PSOE-Ex |       | Badajoz         |
| Commission de la Culture, de la Jeunesse et de la Femme Commission de la Culture et du Tourisme (18.09.2007)                      | Isabel Gil                        | PSOE-Ex |       | Cáceres         |
| Commission de la Culture, de la Jeunesse et de la Femme Commission de la Culture et du Tourisme (18.09.2007)                      | Isabel Moreno                     | PSOE-Ex |       | Cáceres         |
| Commission de l'Économie et du Travail Commission de l'Économie, du Commerce et de l'Innovation (18.09.2007)                      | Manuel Amigo                      | PSOE-Ex |       | Badajoz         |
| Commission de l'Économie et du Travail Commission de l'Économie, du Commerce et de l'Innovation (18.09.2007)                      | Victoriana Fernández (12.02.2008) | PSOE-Ex |       | Badajoz         |
| Commission de l'Éducation | Victoriano Durán                  | PSOE-Ex |       | Cáceres         |
| Commission de l'Équipement et de l'Innovation technologique Commission de l'Équipement et du Logement (18.09.2007)                | Sol Mateos                        | PSOE-Ex |       | Badajoz         |
| Commission des Finances et du Budget                                                                                              | Anselmo Díaz                      | PP      |       | Cáceres         |
| Commission de l'Égalité et de l'Emploi (à partir du 18.09.2007)                                                                   | Anselmo Solana                    | PSOE-Ex |       | Badajoz         |
| Commission de l'Industrie, du Commerce et du Tourisme Commission de l'Industrie, de l'Énergie et de l'Environnement (18.09.2007)  | Félix Dillana                     | PSOE-Ex |       | Cáceres         |
| Commission des Jeunes et du Sport (à partir du 18.09.2007)                                                                        | Isabel Gil                        | PSOE-Ex |       | Cáceres         |
| Commission de la Santé et de la Consommation Commission de la Santé et de la Dépendance (18.09.2007)                              | Juan Manuel Hernández             | PSOE-Ex |       | Cáceres         |
| Commission du Logement (jusqu'au 13.09.2007)                                                                                      | Rosario García                    | PSOE-Ex |       | Cáceres         |
| Commissions permanentes non-législatives                                                                                          |                                   |         |       |                 |
| Commission du Règlement | Juan Ramón Ferreira               | PSOE-Ex |       | Cáceres         |
| Commission du Statut des députés                                                                                                  | Manuela Frutos                    | PSOE-Ex |       | Badajoz         |
| Commission des Pétitions | Juan Ramón Ferreira               | PSOE-Ex |       | Cáceres         |
| Commission du Contrôle de la télévision publique régionale                                                                        | José Luis Velilla                 | PSOE-Ex |       | Badajoz         |
| Commissions non-permanentes |                                   |         |       |                 |
| Commission de la réforme du statut d'autonomie                                                                                    | Juan Ramón Ferreira               | PSOE-Ex |       | Cáceres         |

## Gouvernement et opposition
| Candidat                        | Date                                    | Vote       |              |       | Résultat |
| Candidat                        | Date                                    | Vote       | PSOE-Ex-Reg. | PP-EU | Résultat |
| Guillermo Fernández Vara (PSOE) | 27 juin 2007 (majorité absolue requise) | Oui        | 37           |       | 37 / 65  |
| Guillermo Fernández Vara (PSOE) | 27 juin 2007 (majorité absolue requise) | Non        |              | 27    | 27 / 65  |
| Guillermo Fernández Vara (PSOE) | 27 juin 2007 (majorité absolue requise) | Abstention |              |       | 0 / 65   |
| Guillermo Fernández Vara (PSOE) | 27 juin 2007 (majorité absolue requise) | Absents    | 1            |       | 1 / 65   |

## Désignations

### Sénateurs
| Parti | Parti | Sénateurs désignés              | Voix        |
| ----- | ----- | ------------------------------- | ----------- |
| PSOE  |       | Francisco Fuentes Gallardo      | Assentiment |
| PP    |       | Carlos Javier Floriano Corrales | Assentiment |

- Désignation : 27 juin 2007.
- Carlos Floriano (PP) est remplacé le 3 avril 2008 par José Antonio Monago par assentiment.
  - José Antonio Monago (PP) démissionne le 8 juillet 2011.